# Badamaranahalli, Sira
Badamaranahalli là một làng thuộc tehsil Sira, huyện Tumkur, bang Karnataka, Ấn Độ.